# Seymour (Missouri)
Seymour és una població dels Estats Units a l'estat de Missouri. Segons el cens del 2000 tenia 1.834 habitants.

## Demografia
Segons el cens del 2000, Seymour tenia 1.834 habitants, 711 habitatges, i 479 famílies. La densitat de població era de 270,3 habitants per km².
Dels 711 habitatges en un 35,2% hi vivien nens de menys de 18 anys, en un 50,4% hi vivien parelles casades, en un 13,1% dones solteres, i en un 32,5% no eren unitats familiars. En el 29,4% dels habitatges hi vivien persones soles el 18,6% de les quals corresponia a persones de 65 anys o més que vivien soles. El nombre mitjà de persones vivint en cada habitatge era de 2,5 i el nombre mitjà de persones que vivien en cada família era de 3,08.
Per edats la població es repartia de la següent manera: un 28,5% tenia menys de 18 anys, un 8,1% entre 18 i 24, un 26,6% entre 25 i 44, un 19,2% de 45 a 60 i un 17,7% 65 anys o més.
L'edat mediana era de 36 anys. Per cada 100 dones de 18 o més anys hi havia 83,5 homes.
La renda mediana per habitatge era de 25.093 $ i la renda mediana per família de 30.048 $. Els homes tenien una renda mediana de 25.938 $ mentre que les dones 16.481 $. La renda per capita de la població era de 12.486 $. Entorn del 13,7% de les famílies i el 18,1% de la població estaven per davall del llindar de pobresa.

## Poblacions més properes
El següent diagrama mostra les poblacions més properes.